# Patagioenas
Patagioenas és un gènere d'ocells de la família dels colúmbids (Columbidae ).

## Llista d'espècies
Aquest gènere està format per 19 espècies:
- colom cuabarrat meridional (Patagioenas albilinea).
- colom tacat occidental (Patagioenas albipennis).
- colom de Xile (Patagioenas araucana).
- colom de Jamaica (Patagioenas caribaea).
- colom de Caiena (Patagioenas cayennensis).
- colom ullnú (Patagioenas corensis).
- colom cuabarrat septentrional (Patagioenas fasciata).
- colom bec-roig (Patagioenas flavirostris).
- colom de Goodson (Patagioenas goodsoni).
- colom senzill (Patagioenas inornata).
- colom de corona blanca (Patagioenas leucocephala).
- colom tacat oriental (Patagioenas maculosa).
- colom beccurt (Patagioenas nigrirostris).
- colom del Perú (Patagioenas oenops).
- colom picazuro (Patagioenas picazuro).
- colom plumbi (Patagioenas plumbea).
- colom d'escates (Patagioenas speciosa).
- colom de coll violaci (Patagioenas squamosa).
- colom vinós (Patagioenas subvinacea).